# Le coppie
Le coppie è un film del 1970 in tre episodi (Il frigorifero, La camera, Il leone) diretti rispettivamente da Mario Monicelli, Alberto Sordi e Vittorio De Sica.

## Trama

### Il frigorifero
Gavino Puddu e sua moglie Adele, proletari sardi residenti in un modestissimo seminterrato di Torino, hanno fatto grandi sacrifici per pagare a rate un enorme frigorifero da 180 litri, di cui, data la loro indigenza, si servono solo per raffreddare l'acqua del rubinetto e per suscitare l'ammirazione e l'invidia dei vicini. Il giorno del pagamento dell'ultima rata, Gavino perde maldestramente i soldi necessari al saldo.
Il negozio di elettrodomestici non ammette dilazioni: o entro il giorno successivo i Puddu si presenteranno con il dovuto, o saranno costretti a vedersi portar via il frigorifero. Dopo aver tentato in tutti i modi di mettere insieme la somma, non enorme ma per il loro bilancio comunque proibitiva (9.100 lire), i coniugi riflettono sulla facilità con cui la loro vicina, una prostituta sedicente massaggiatrice, riesce a ottenere del denaro, e finiscono per convincersi dell'opportunità che Adele, sia pure per una sola volta, si prostituisca.
I due hanno molte esitazioni, ma tutte vinte dalla paura di perdere il frigorifero e il benessere e l'affermazione sociale che questo rappresenta per loro. Alla fine Adele, scesa sul marciapiede, si concede a un cliente per la somma precisa, senza volere un centesimo di più. Il giorno dopo, i Puddu si presentano nel negozio di elettrodomestici per saldare il debito: finalmente il frigorifero è di loro proprietà a tutti gli effetti. Tutto è risolto, se non fosse che nel negozio Adele rimane incantata da una modernissima lavatrice...

### La camera
Giacinto Colonna, operaio nelle acciaierie di Terni, intende festeggiare l'anniversario di nozze con sua moglie Erminia in un lussuoso albergo sulla Costa Smeralda. La direzione della struttura, però, aveva accettato la prenotazione solo per un equivoco, pensando che si trattasse di membri dell'aristocratica famiglia Colonna: in effetti tutti gli alberghi della zona sono frequentati esclusivamente da nobili o miliardari e per principio rifiutano di ospitare persone di condizione più modesta, benché disposte a pagare.
Giacinto ed Erminia, allontanati con freddezza dalla struttura in cui avevano prenotato, cercano altre sistemazioni, ma sempre senza successo perché il loro aspetto e i loro modi non appaiono compatibili con l'ambiente esclusivo in cui si trovano. Durante la loro peregrinazione da un posto all'altro i due coniugi vengono a contatto con l'ambiente dell'alta società, a loro totalmente ignoto, e non possono non notarne l'arroganza, nonché la diffusione della droga e di perversioni di ogni genere.
Alla fine i carabinieri confermano che è loro diritto passare almeno una notte nell'albergo in cui avevano prenotato; la direzione sembra rassegnarsi ad accoglierli finché una ricchissima e capricciosissima bambina inglese non pretende per sé, senza nessuna ragione valida, la camera assegnata ai Colonna. Giacinto, fuori di sé, scatena una rissa coinvolgendo tutti i presenti e dopo l'intervento dei militari è costretto a passare una notte in guardina. In via del tutto eccezionale a Erminia è lasciata la possibilità di passare la notte in cella col marito: nell'esclusiva Costa Smeralda non c'è che la prigione disposta a offrire una camera ai due coniugi.

### Il leone
La napoletana Giulia e il romano Antonio sono amanti clandestini e si incontrano un giorno alla settimana nella villa di Castel Gandolfo di proprietà del principale di lui. Al termine di uno dei loro incontri si preparano, come al solito, ad allontanarsi il prima possibile per salvare le apparenze con le rispettive famiglie, ma un grosso leone capitato non si sa come nel giardino della villa li terrorizza e impedisce loro di uscire.
Durante l'immobilità forzata i due, tesissimi per l'insolita situazione, danno sfogo a varie recriminazioni l'uno nei confronti dell'altra e finiscono per litigare e insultarsi ferocemente: finché, in seguito all'intervento delle forze dell'ordine, la belva viene soppressa, malgrado le disperate insistenze del padrone del circo da cui era fuggita. Antonio e Giulia, rimosso l'ostacolo che impediva di riprendere la loro rispettabile vita di tutti i giorni, si congedano affettuosamente come se nulla fosse successo.

## Collegamenti ad altre opere
I personaggi di Giacinto ed Erminia Colonna torneranno sei anni più tardi nel film Il comune senso del pudore, sempre interpretati da Alberto Sordi e Rossana Di Lorenzo e con caratterizzazioni analoghe (tuttavia nel primo film i personaggi sono umbri e nel secondo romani).